# Edward Stone
Edward Stone (Buckinghamshire, Inglaterra, 1702—Buckinghamshire, 1768) fue un reverendo de la Iglesia de Inglaterra que descubrió el ingrediente activo de la aspirina. 
Estudió en Wadham College, uno de los colleges que constituyen la Universidad de Oxford. Para aliviar sus dolores, masticó la corteza del sauce blanco notando su sabor agrio que le recordaba a la cinchona. Volviendo la corteza un polvo seco, lo administró a docenas de individuos notando consistentemente que curaba dolores intermitentes. Sus experimentos lo llevaron al descubrimiento del ácido salicílico, el ingrediente activo del ácido acetilsalicílico. El 25 de abril de 1763 envió una carta al Lord Macclesfield, presidente de la Royal Society, carta que aún se conserva, reportando el descubrimiento.